# La Otra (cantant)
Isabel Casanova —Isa— (Madrid, 1992), coneguda artísticament pel nom de La Otra, és una cantant, música i compositora espanyola que dedica les seves cançons a la reivindicació feminista i anticapitalista.
La Otra va començar la trajectòria musical l’any 2011 amb la primera maqueta Amanecer Luchando, tot i que no va ser fins al 2015 que va publicar el seu primer àlbum.
Des d’aleshores fins avui dia, el so d’Isabel Casanova ha anat variant quant a estil musical, passant d’una senzillesa acústica a tocar gèneres com el rap, el pop, el reggae, el neo-soul, l’R&B i el hip-hop, i fins i tot fent mescles influenciades per grans clàssics de la música sud-americana (com Mercedes Sosa, Chavela Vargas, Violeta Parra, Víctor Jara o Silvio Rodríguez).
També va crear la banda de dones Locas del Co el 2017, un any especialment prolífic, ja que també va participar en la fundació d’Arte Muhé, un col·lectiu artísticopolític femení.
La Otra pren la paraula amb ironia i mirada crítica però al mateix temps d’una manera intimista. La seva proposta musical destaca per la veu dolça i vellutada de la cantant, que contrasta amb les seves lletres de protesta, crítiques amb el romanticisme tradicional i compromeses amb la visibilització i l'empoderament de la dona.
Isabel Casanova explica que el nom artístic de La Otra neix a causa del desig d’aconseguir la llibertat, de créixer i d’escollir i construir un camí propi. També relata que es fa dir d’aquesta manera per la connotació que té el concepte d’alteritat i tot el que comporta políticament.
En una entrevista en el seu pas per l’Argentina va dir: «El feminisme ens dona algunes idees molt clares, com que allò personal és polític, allò emocional és polític. Estem parlant des d’algun lloc i aquest lloc és polític: jo escric des d’aquesta forma d’entendre’m a mi mateixa i d’intentar entendre a el món» .
Avui dia La Otra ha actuat en més de 600 concerts en espais autogestionats, bars, places, festes i sales de tot Espanya, i en festivals com ara Barnasants, Bioritme, Rabolagartija, Juergas, Festiuet, La Garrinada, Esperanzah o l'Acampada Jove. També ha fet gires internacionals per Portugal, Mèxic, l’Uruguai, l’Argentina, Xile i Colòmbia.

## Discografia
- Pa’fuera y Pa’dentro (2015)
- Amanecer Luchando (2017)
- Creciendo (2018)